# Streptocephalus moorei
Streptocephalus moorei là một loài động vật giáp xác thuộc họ Streptocephalidae. Đây là loài đặc hữu của México.